# Sinquefield Cup

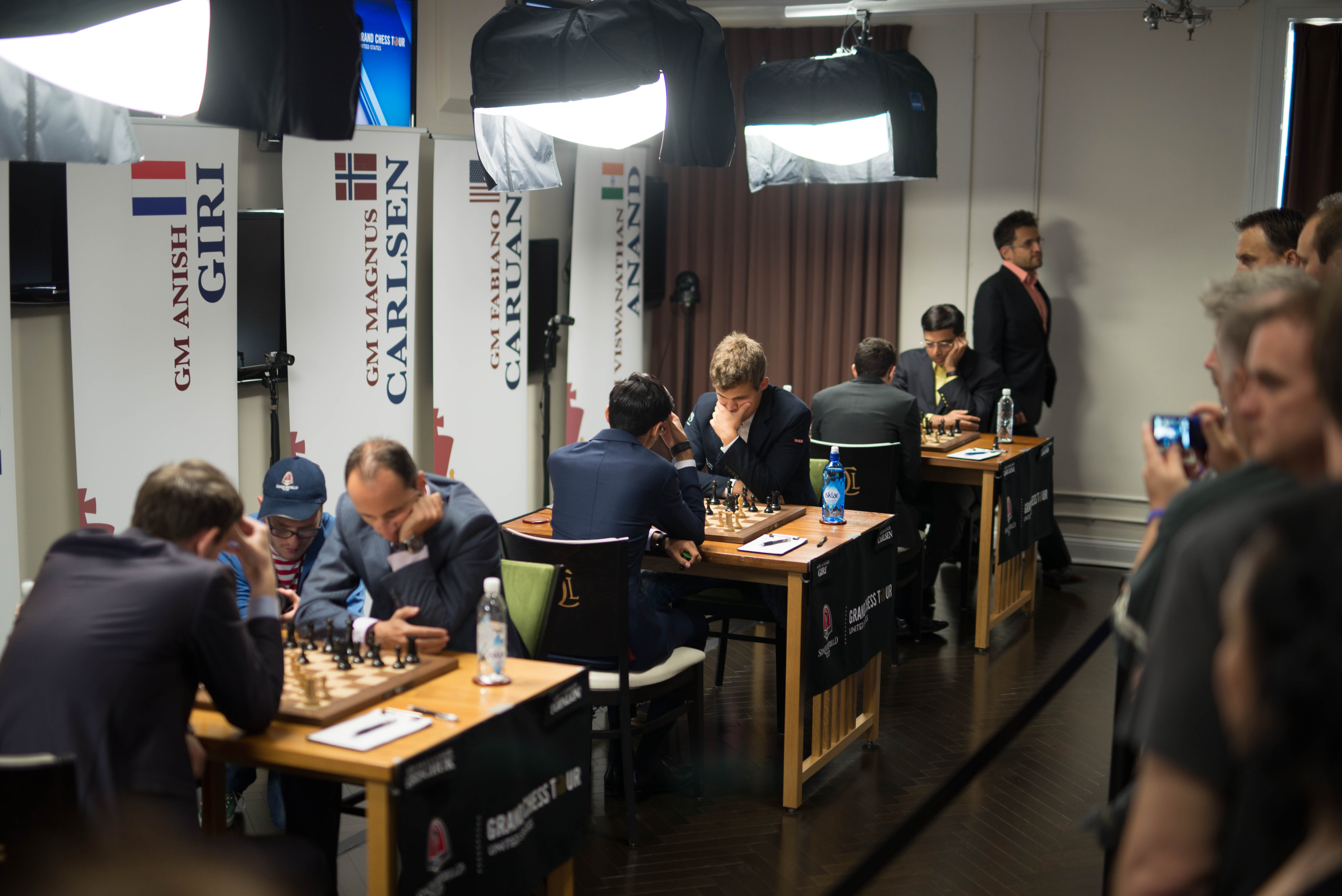
Sinquefield Cup 2015.

La Sinquefield Cup (Copa Sinquefield) es una competición anual de ajedrez en el que solo participan grandes maestros por invitación que se desarrolla en la ciudad de San Luis, Misuri, Estados Unidos desde 2013. Lleva el nombre en honor de Rex Sinquefield y su mujer Jeanne fundadores del Chess Club and Scholastic Center of Saint Louis.

## Ganadores
| Edición | Año  | Ganador                                      | Nacionalidad           |
| ------- | ---- | -------------------------------------------- | ---------------------- |
| 1       | 2013 | Magnus Carlsen                               | Noruega                |
| 2       | 2014 | Fabiano Caruana                              | Italia                 |
| 3       | 2015 | Levon Aronian                                | Armenia                |
| 4       | 2016 | Wesley So                                    | Estados Unidos         |
| 5       | 2017 | Maxime Vachier-Lagrave                       | Francia                |
| 6       | 2018 | Magnus Carlsen Fabiano Caruana Levon Aronian | Noruega Italia Armenia |
| 7       | 2019 | Ding Liren                                   | China                  |